# Aphyosemion mimbon
Aphyosemion mimbon es una especie de pez de la familia de los aplocheílidos en el orden de los ciprinodontiformes.

## Morfología
Los machos pueden alcanzar los 5 cm de longitud total.

## Distribución geográfica
Se encuentran en África: Gabón y, posiblemente también, Guinea Ecuatorial.